# 红砂岗镇
红砂岗镇，是中华人民共和国甘肃省武威市民勤县下辖的一个乡镇级行政单位。

## 行政区划
红砂岗镇下辖以下地区：
花儿园村、周家井村、红沙岗村和红沙岗镇管委会。